# Mirăslău
Mirăslău (anciennement Mirislău ou Miraslă, en hongrois : Miriszló  ou Oláhmiriszló) est une commune du județ d'Alba, Roumanie qui compte 1 985 habitants.
La commune est composée de six villages : Cicău, Decea, Lopadea Veche, Mirăslău, Ormeniș et Rachiș.

## Démographie
D'après le recensement de 2011, la commune compte 1 985 habitants, en forte baisse par rapport au recensement de 2002 où elle en comptait 2 334.
Lors de ce recensement de 2011, 64,48 % de la population se déclare roumaine, 26,8 % se déclare hongrois, 3,98 % de la population se déclare rom (4,53 % ne déclare pas d'appartenance ethnique).

## Politique
| Parti | Parti                                      | Sièges |
| ----- | ------------------------------------------ | ------ |
|       | Parti national libéral (PNL)               | 6      |
|       | Union démocrate magyare de Roumanie (UDMR) | 2      |
|       | Parti social-démocrate (PSD)               | 5      |
|       | Parti Mouvement populaire (PMP)            | 1      |